# Christmas Møllers Kollegium
55°22′4.22″N 10°24′14.95″Ø / 55.3678389°N 10.4041528°Ø
Christmas Møllers Kollegium er et kollegium i Odense ejet af Kristiansdals Boligforening. Kollegiet ligger tæt på Syddansk Universitet og Det Tekniske Fakultet og indeholder i alt 48 lejligheder på hver 12 m2.

## Renovering og nybygninger
Der er i 2012/2013 planlagt renovering, energioptimering og ombygning af de eksisterende kollegieboliger. Derudover opføres der et stort nyt hus med 25 lejligheder samt et nyt fælleshus.